# Barona (sobrenome)
Barona é um sobrenome da onomástica luso-hispânica e luso-italiana, sendo de origem dos países de língua portuguesa, espanhola e italiana. O sobrenome Barona vem da contração do sobrenome Barahona, sendo frequente vê-lo escrito Baraona e Varona. Estas denominações representam a mesma linhagem.

## Origem
O sobrenome Barona tem origem toponímica, sendo derivado do nome basco [Baraona=Bara (lança) + on (boa) + a, isto é, lido de trás para a frente (a boa lança)]. Provém também da palavra barão.
Na segunda metade do século XVI instalou-se em Lisboa a primeira geração dos Barona (Varona ou Barahona), família nobre de Burgos, da Torre de los Varonas, em Villanañe de Valdegovia, província de Álava, país Basco. O primeiro desta linhagem foi Rodrigo Barona, filho de María Pérez de Barona, Senhora da Casa Solar em Villanañe de Valdegovía (Álava).

## Difusão
Apesar da difusão na população lusófona, Barona é um sobrenome de importantes famílias espanholas e italianas.

### Espanha
A ligação deste sobrenome com Espanha começa no século XVI quando uma família nobre de Burgos proveniente de Espanha se instala em Lisboa. Esta família é castelhana, com casa na localidade de Castrogeriz.

### Itália

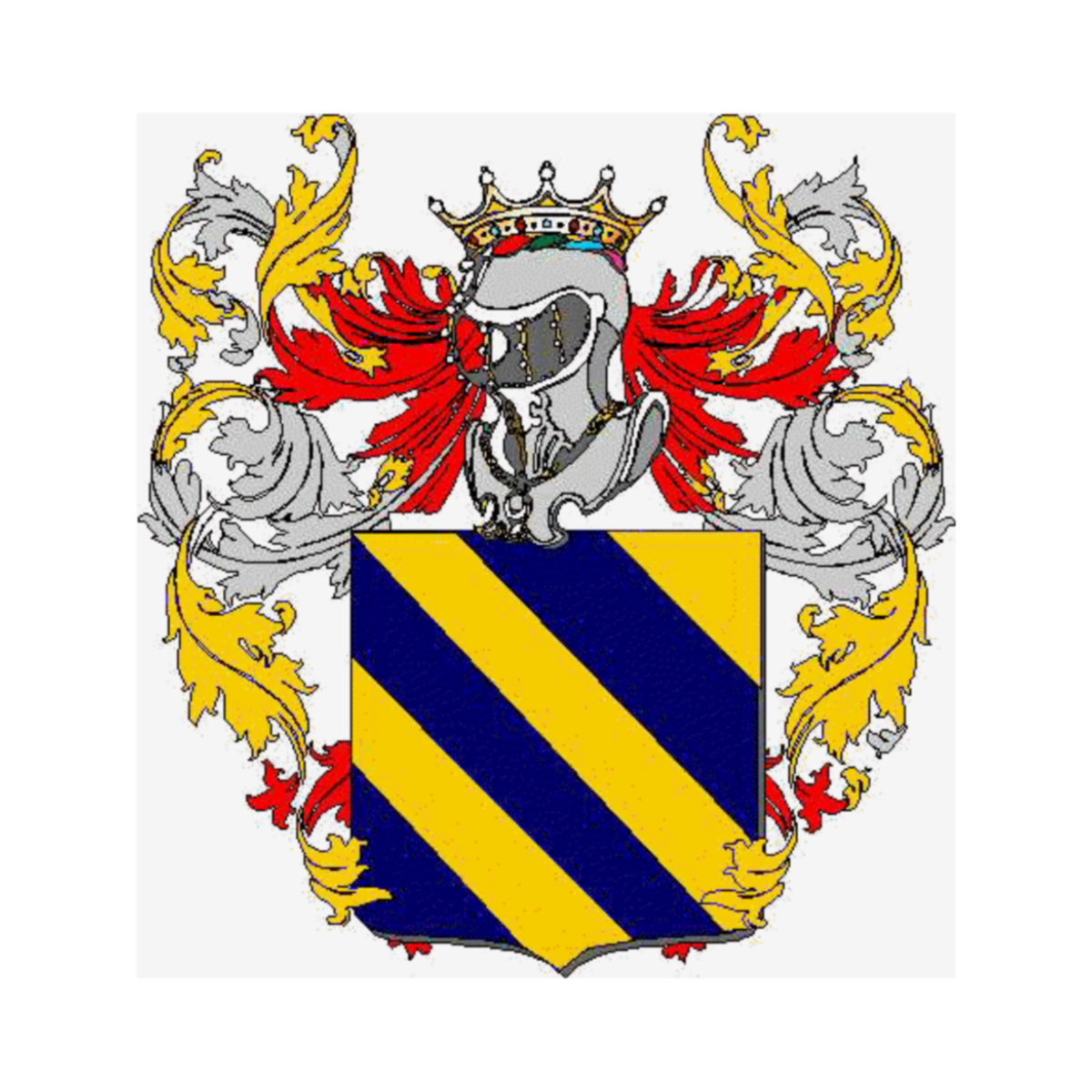
Brasão Barona (Itália)

Verifica-se que a família é originária do Vêneto, que foi atribuída ao nobre Conselho de Verona de 1414 a 1796. As famílias estrangeiras, que depois de 1412 passaram a viver em Verona, e que, possuindo posses na cidade ou no território, foram incluídas na amostra de avaliação, embora muitas delas fossem de origem ilustre, mas, exceto em alguns casos, eles só foram agregados ao Conselho Nobre depois de meio século e outros depois de cem anos, e ainda mais.